# Agnieszka Różańska
Agnieszka Różańska (ur. 15 kwietnia 1972 w Poznaniu) – polska aktorka filmowa i teatralna, wokalistka.

## Życiorys
Absolwentka Wydziału Aktorskiego Państwowej Wyższej Szkoły Filmowej, Telewizyjnej i Teatralnej im. Leona Schillera w Łodzi (1995). Od 1995 jest aktorką Teatru Nowego im. Izabelli Cywińskiej w Poznaniu, występowała gościnnie na deskach Teatru Muzycznego „Roma” w Warszawie, Teatru Wielkiego im. Stanisława Moniuszki w Poznaniu oraz Sceny na Piętrze. Debiutowała 22 września 1995 w spektaklu Roberto Zucco Bernarda-Marie Koltèsa w reżyserii Krzysztofa Warlikowskiego, zaś w 1997 wystąpiła w roli Perdity w Zimowej opowieści Williama  Shakespeare’a w reżyserii Warlikowskiego.
Wystąpiła w kilkudziesięciu rolach teatralnych w spektaklach Izabelli Cywińskiej (jako Duniasza w Wiśniowym sadzie Antona Czechowa), Tadeusza Bradeckiego (jako Iza w Iwonie, księżniczce Burgunda Witolda Gombrowicza), Janusza Wiśniewskiego (jako Maryna w Weselu Stanisława Wyspiańskiego), Eugeniusza Korina (jako Gospodyni w Snach Fiodora Dostojewskiego), Andrzeja Szczytki (jako Ksenia w Labiryncie Ołeksandra Witra), Pawła Passiniego (jako Gitla w Dybbuku), Krzysztofa Babickiego (jako żona w Nie-Boskiej komedii Zygmunta Krasińskiego), Wojciecha Kępczyńskiego (jako Tess w Crazy for You George’a Gershwina), Michała Znanieckiego (jako George Sand w En attendant Chopin. Czekając na Chopina) oraz Jerzego Satanowskiego (w Życie to nie teatr).
Jest laureatką Nagrody Głównej XVI Przeglądu Piosenki Aktorskiej we Wrocławiu (1995), Nagrody Głównej na XXXVI Kaliskich Spotkaniach Teatralnych za rolę Niny Zariecznej w Czajce Czechowa w Teatrze Nowym w Poznaniu (1996) oraz Medalu Młodej Sztuki „Głosu Wielkopolskiego” za kreacje aktorskie w spektaklach poznańskiego Teatru Nowego: Roberto Zucco, Czajka, Zimowa opowieść (1997).
Jako wokalistka występowała na Krajowym Festiwalu Piosenki Polskiej w Opolu w konkursach Debiuty (1990) i Premiery (1991), a także w Koncercie XXX-lecia Festiwalu Piosenki w Sopocie (1993). W latach 1990–2000 występowała z orkiestrą Zbigniewa Górnego, z którą odbyła tournée po Polsce, Niemczech, Austrii, Szwecji i Stanach Zjednoczonych.

## Filmografia
- 1991: Dzieci wojny jako córka młynarza
- 1991: Kroll jako Marta Kroll
- 1992: Smacznego, telewizorku
- 1992: Kowalikowie jako Beata
- 1994: Bank nie z tej ziemi jako Aniela, sekretarka prezesa (odc. 8 i 9)
- 1994: Szczur jako Iruśka
- 1995: Dzieje mistrza Twardowskiego jako młoda Agnieszka, żona Twardowskiego
- 1997: 13 posterunek jako druga żona Generała w odcinku 8
- 1998: Czerwona łata jako głos
- 1999–2003: Miodowe lata jako Pamela Marszałek
- 2000: Zakochani jako Rudzia, koleżanka Zosi
- 2004: Całkiem nowe lata miodowe jako Pamela Marszałek (odc.12)
- 2010: Siedem minut jako recepcjonistka

## Nagrody i odznaczenia
- 1995: Nagroda Główna na XVI Przeglądzie Piosenki Aktorskiej we Wrocławiu
- 1996: Nagroda Główna za rolę Niny Zariecznej w Czajce Czechowa w Teatrze Nowym w Poznaniu na XXXVI Kaliskich Spotkaniach Teatralnych
- 1996: Stypendium Artystyczne Miasta Poznania
- 1997: Medal Młodej Sztuki „Głosu Wielkopolskiego” za kreacje aktorskie w spektaklach poznańskiego Teatru Nowego: Roberto Zucco, Czajka, Zimowa opowieść
- 2004: Medal „Srebrne Wesele Sceny na Piętrze” za dorobek artystyczny na deskach Sceny na Piętrze[6]
- 2024: Brązowy Medal „Zasłużony Kulturze Gloria Artis”[2]